# Sheffield Shield
Der Sheffield Shield ist der nationale First-Class-Cricket-Wettbewerb für Australien. An diesem seit 1892 ausgetragenen Wettbewerb nehmen heute die sechs First-Class-Mannschaften der Bundesstaaten teil.

## Mannschaften
| Team              | Heimstadion                        | Teilnahme seit |
| ----------------- | ---------------------------------- | -------------- |
| New South Wales   | Sydney Cricket Ground, ANZ Stadium | 1892/93        |
| Queensland        | The Gabba                          | 1926/27        |
| South Australia   | Adelaide Oval                      | 1892/93        |
| Tasmanien         | Bellerive Oval                     | 1977/78        |
| Victoria          | Melbourne Cricket Ground           | 1892/93        |
| Western Australia | WACA Ground                        | 1947/48        |

## Sieger
| - 2023/24 - 2022/23 Western Australia - 2021/22 Western Australia - 2020/21 Queensland - 2019/20 New South Wales - 2018/19 Victoria - 2017/18 Queensland - 2016/17 Victoria - 2015/16 Victoria - 2014/15 Victoria - 2013/14 New South Wales - 2012/13 Tasmanien - 2011/12 Queensland - 2010/11 Tasmanien - 2009/10 Victoria - 2008/09 Victoria - 2007/08 New South Wales - 2006/07 Tasmanien - 2005/06 Queensland - 2004/05 New South Wales - 2003/04 Victoria - 2002/03 New South Wales - 2001/02 Queensland - 2000/01 Queensland - 1999/2000 Queensland - 1998/99 Western Australia - 1997/98 Western Australia - 1996/97 Queensland - 1995/96 South Australia - 1994/95 Queensland - 1993/94 New South Wales |  | - 1992/93 New South Wales - 1991/92 Western Australia - 1990/91 Victoria - 1989/90 New South Wales - 1988/89 Western Australia - 1987/88 Western Australia - 1986/87 Western Australia - 1985/86 New South Wales - 1984/85 New South Wales - 1983/84 Western Australia - 1982/83 New South Wales - 1981/82 South Australia - 1980/81 Western Australia - 1979/80 Victoria - 1978/79 Victoria - 1977/78 Western Australia - 1976/77 Western Australia - 1975/76 South Australia - 1974/75 Western Australia - 1973/74 Victoria - 1972/73 Western Australia - 1971/72 Western Australia - 1970/71 South Australia - 1969/70 Victoria - 1968/69 South Australia - 1967/68 Western Australia - 1966/67 Victoria - 1965/66 New South Wales - 1964/65 New South Wales - 1963/64 South Australia - 1962/63 Victoria |  | - 1961/62 New South Wales - 1960/61 New South Wales - 1959/60 New South Wales - 1958/59 New South Wales - 1957/58 New South Wales - 1956/57 New South Wales - 1955/56 New South Wales - 1954/55 New South Wales - 1953/54 New South Wales - 1952/53 South Australia - 1951/52 New South Wales - 1950/51 Victoria - 1949/50 New South Wales - 1948/49 New South Wales - 1947/48 Western Australia - 1946/47 Victoria - 1940–45 nicht ausgetragen - 1939/40 New South Wales - 1938/39 South Australia - 1937/38 New South Wales - 1936/37 Victoria - 1935/36 South Australia - 1934/35 Victoria - 1933/34 Victoria - 1932/33 New South Wales - 1931/32 New South Wales - 1930/31 Victoria - 1929/30 Victoria - 1928/29 New South Wales - 1927/28 Victoria - 1926/27 South Australia |  | - 1925/26 New South Wales - 1924/25 Victoria - 1923/24 Victoria - 1922/23 New South Wales - 1921/22 Victoria - 1920/21 New South Wales - 1919/20 New South Wales - 1915–19 nicht ausgetragen - 1914/15 Victoria - 1913/14 New South Wales - 1912/13 South Australia - 1911/12 New South Wales - 1910/11 New South Wales - 1909/10 South Australia - 1908/09 New South Wales - 1907/08 Victoria - 1906/07 New South Wales - 1905/06 New South Wales - 1904/05 New South Wales - 1903/04 New South Wales - 1902/03 New South Wales - 1901/02 New South Wales - 1900/01 Victoria - 1899/1900 New South Wales - 1898/99 Victoria - 1897/98 Victoria - 1896/97 New South Wales - 1895/96 New South Wales - 1894/95 Victoria - 1893/94 South Australia - 1892/93 Victoria |

## Siege nach Team
| Titel | Verein            | Saison |
| ----- | ----------------- | --- |
| 47    | New South Wales   | 1895/96, 1896/97, 1899/00, 1901/02, 1902/03, 1903/04, 1904/05, 1905/06, 1906/07, 1908/09, 1910/11, 1911/12, 1913/14, 1919/20, 1920/21, 1922/23, 1925/26, 1928/29, 1931/32, 1932/33, 1937/38, 1939/40, 1948/49, 1949/50, 1951/52, 1953/54, 1954/55, 1955/56, 1956/57, 1957/58, 1958/59, 1959/60, 1960/61, 1961/62, 1964/65, 1965/66, 1982/83, 1984/85, 1985/86, 1989/90, 1992/93, 1993/94, 2002/03, 2004/05, 2007/08, 2013/14, 2019/20 |
| 31    | Victoria          | 1894/95, 1897/98, 1898/99, 1900/01, 1907/08, 1914/15, 1921/22, 1923/24, 1924/25, 1927/28, 1929/30, 1930/31, 1933/34, 1934/35, 1936/37, 1946/47, 1950/51, 1962/63, 1966/67, 1969/70, 1973/74, 1978/79, 1979/80, 1990/91, 2003/04, 2008/09, 2009/10, 2014/15, 2015/16, 2016/17, 2018/19 |
| 17    | Western Australia | 1947/48, 1967/68, 1971/72, 1972/73, 1974/75, 1976/77, 1977/78, 1980/81, 1983/84, 1986/87, 1987/88, 1988/89, 1991/92, 1997/98, 1998/99, 2021/22, 2022/23 |
| 13    | South Australia   | 1893/94, 1909/10, 1912/13, 1926/27, 1935/36, 1938/39, 1952/53, 1963/64, 1968/69, 1970/71, 1975/76, 1981/82, 1995/96 |
| 9     | Queensland        | 1994/95, 1996/97, 1999/00, 2000/01, 2001/02, 2005/06, 2011/12, 2017/18, 2020/21 |
| 3     | Tasmanien         | 2006/07, 2010/11, 2012/13 |